# Michelettes du Mont Saint-Michel

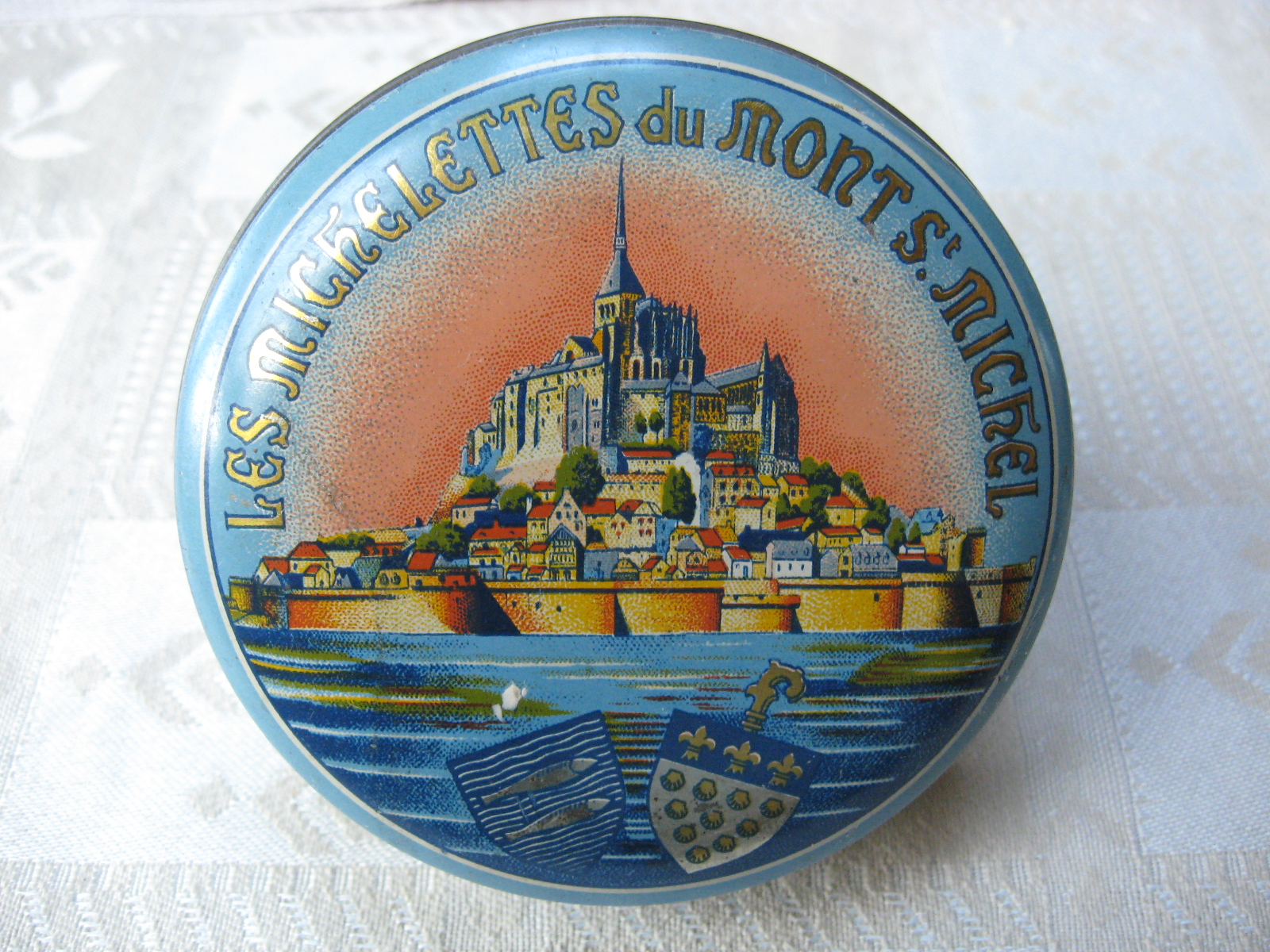
Boîte en fer des Michelettes.

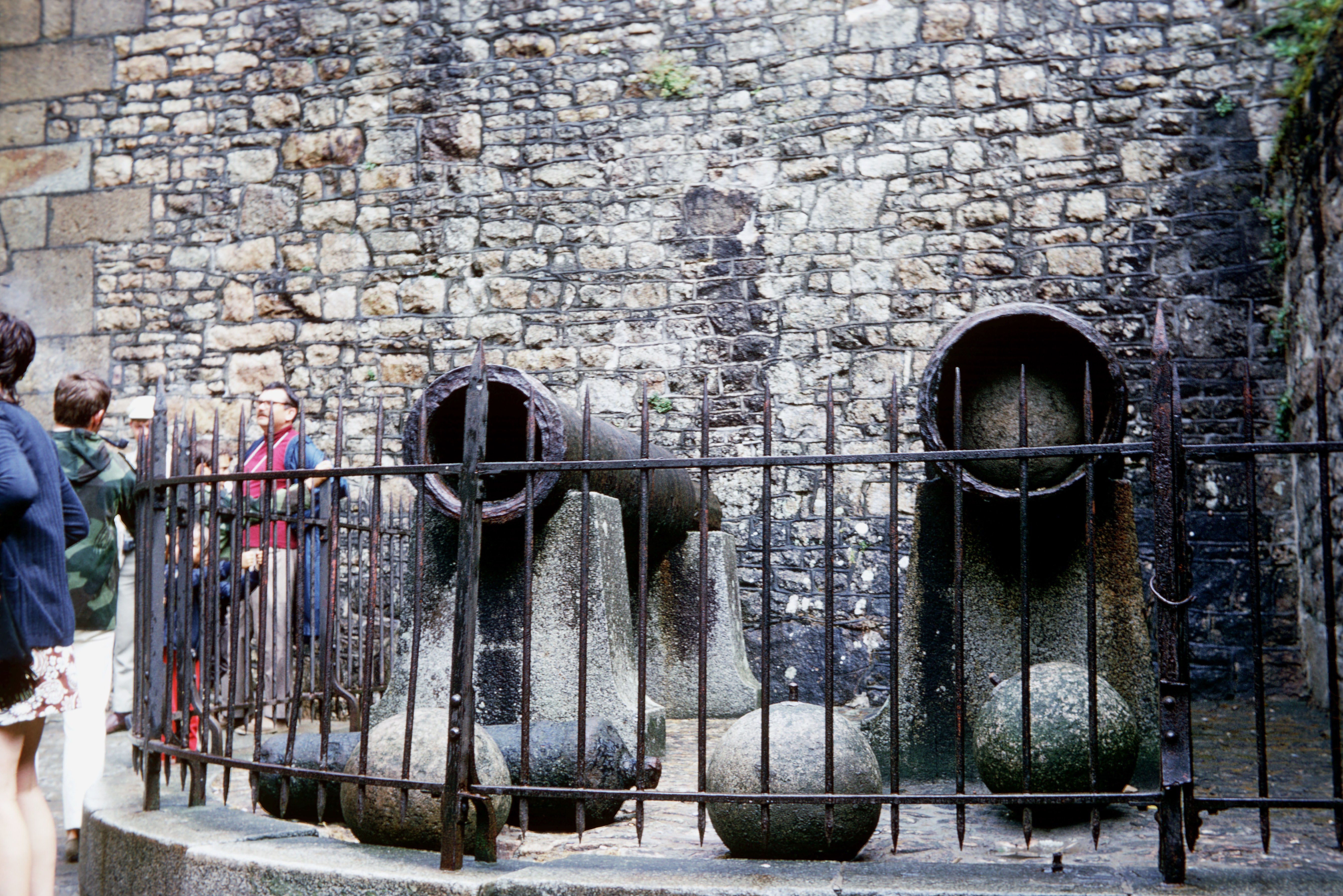
Les bombardes appelées Michelettes en 1971

Les Michelettes du Mont Saint-Michel sont des confiseries dont la production est arrêtée. Elles tirent leur nom d'un fait historique, la guerre de Cent Ans au cours de laquelle les Anglais assiégèrent le Mont Saint-Michel. La tradition montoise rapporte que le 17 juin 1434, lors d'une attaque, les Montois parvinrent à repousser les troupes de Thomas de Scales, qui dans leur déroute, abandonnèrent sur la grève deux bombardes. Ces canons sont rapatriés intra-muros, à l'entrée de la ville, comme trophée par les habitants du Mont qui en ont fait le symbole de leur indépendance. Ces deux pièces d'artillerie portent depuis le nom de Michelettes.